# Movimiento Fascismo y Libertad
El Movimiento Fascismo y Libertad - Partido Nacionalsocialista en italiano: Movimento Fascismo e Libertà - Partito Socialista Nazionale, (MFL-PSN), llamado simplemente Movimiento Fascismo y Libertad, es un partido político fascista italiano. Fue formado el 25 de julio de 1991 por el senador Giorgio Pisanò.

## Historia
Fascismo y Libertad se fundó en 1989 como un movimiento político dentro del Movimiento Social Italiano, centrado en el senador Giorgio Pisanò y su semanario Candido. Finalmente, se separó del MSI el 25 de julio de 1991. En 2009, añadió las palabras Partido Nacionalsocialista (NSP) a su nombre original. El movimiento ha sido demandado en varias ocasiones por supuesta reconstitución del disuelto Partido Nacional Fascista . Rechaza acuerdos y/o alianzas con otros partidos neofascistas, haciendo hincapié categóricamente en no ser clasificado como partido de derecha, y que partidos similares no se adhieren suficientemente a la ideología fascista. El partido hace referencia explícita a los ideales de la República Social Italiana, como corporativismo y nacionalización de la economía. Su ideología se basa en el pensamiento del líder fascista Benito Mussolini, y tiene como objetivo principal la realización de la democracia corporativa fuertemente jerárquica de Mussolini basada en el crédito social antisionismo. El partido también está a favor de una república presidencial y expresa un fuerte sentido de antiamericanismo.
Es el único partido reconocido en Italia con la inscripción "Fascismo" en su logo. En general, es un partido ultranacionalista con tendencias hacia la tercera posición y anticapitalismo. 

## Ideología
El MFL-PSN es un partido abiertamente fascista y nacionalsocialista, así como el único partido en el que el nombre "fascismo" aparece en el propio símbolo, que incluye y destaca unas fasces republicanas rojas.
El MFL-PSN, refiriéndose al fascismo más ortodoxo, se distancia del Movimiento Social Italiano de la dirección de Gianfranco Fini y de los partidos neofascistas como Casa Pound, Forza Nuova, Fiamma Tricolore, con los que rechaza acuerdos o alianzas, reiterando categóricamente que no puede calificarse de partido de derecha. No es casualidad que las principales críticas del MFL-PSN estén dirigidas a los actuales movimientos y partidos de extrema derecha, acusados de ser ajenos al pensamiento de Mussolini y de haber traicionado la ideología de los veinte años.
Desde la elección de Carlo Gariglio como secretaría nacional del partido, el MFL-PSN es abiertamente antijudío. En la base de su programa político está la lucha contra el supuesto " sistema judeo-masónico". 
El MFL-PSN se adhiere a la Unión Mundial de Nacionalsocialistas, la internacional neonazi.